# EBF1
 (août 2016).
Le facteur de transcription COE1 est une protéine codée par le gène EBF1 chez l'homme. 
EBF1 est le sigle anglais de Early B-Cell Factor 1,,.

## Interactions
Il fut montré qu'EBF1 interagit avec ZNF423 et CREB.